# Contea di Middlesex (Virginia)
La contea di Middlesex (in inglese Middlesex County) è una contea dello Stato della Virginia, negli Stati Uniti. La popolazione al censimento del 2000 era di 9 932 abitanti. Il capoluogo di contea è Saluda.